# Palterndorf-Dobermannsdorf
Palterndorf-Dobermannsdorf osztrák mezőváros Alsó-Ausztria Gänserndorfi járásában. 2020 januárjában 1340 lakosa volt. 

## Elhelyezkedése

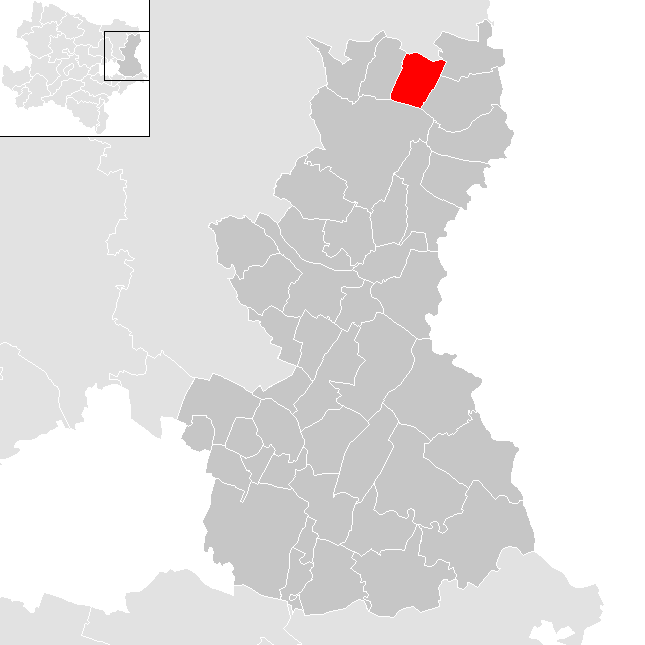
Palterndorf-Dobermannsdorf a Gänserndorfi járásban

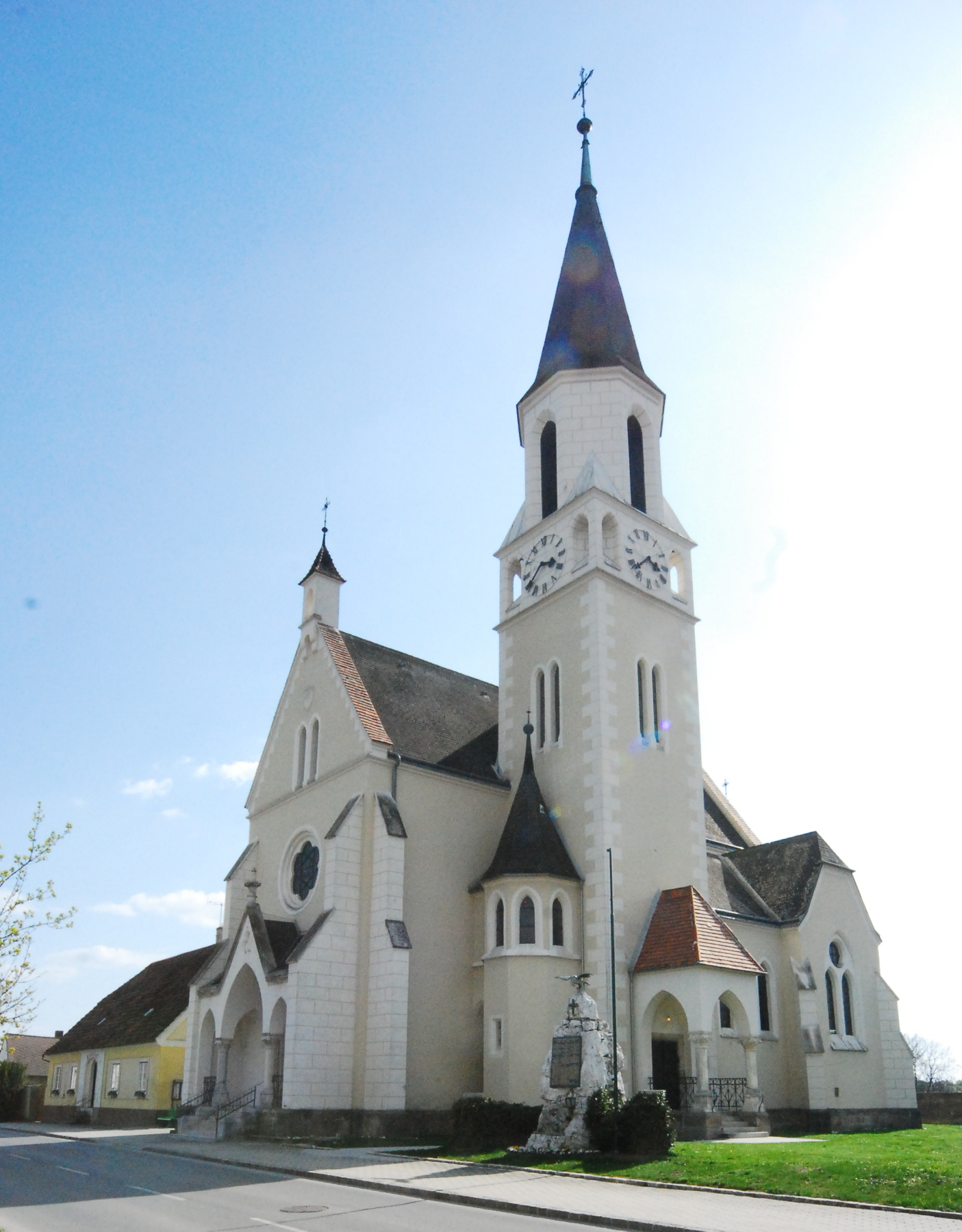
A dobbermannsdorfi Szt. András-templom

Palterndorf-Dobermannsdorf a tartomány Weinviertel régiójában fekszik a Zaya folyó mentén. Területének 2,4%-a erdő, 82,9% áll mezőgazdasági művelés alatt. Az önkormányzat két települést egyesít: Dobermannsdorf (731 lakos 2020-ban) és Palterndorf (609 lakos). 
A környező önkormányzatok: északkeletre Hohenau an der March, keletre Ringelsdorf-Niederabsdorf, délre Zistersdorf, nyugatra Neusiedl an der Zaya, északra Hausbrunn.

## Története
Dobermannsdorfot 1221-ben, Palterndorfot 1301-ben említik először. 1290-ben Leutold von Kuenring átadta a palterndorfi templom fölötti kegyúri jogait a Teuton lovagrendnek. 
A második világháború végén, 1944-1945-ben magyar zsidó kényszermunkásokat dolgoztattak az építkezéseken és a olajfúrásoknál. 
Az addig önálló Palterndorf és Dobermannsdorf községek 1972-ben egyesültek. Az önkormányzat 1991-ben kapott mezővárosi státuszt. 

## Lakosság
A palterndorf-dobermannsdorfi önkormányzat területén 2020 januárjában 1340 fő élt. A lakosságszám 1951-ben érte el csúcspontját 1898 fővel, azóta hosszas csökkenés után 2011-től stabilizálódott. 2018-ban az ittlakók 92,1%-a volt osztrák állampolgár; a külföldiek közül 1,3% a régi (2004 előtti), 2,7% az új EU-tagállamokból érkezett. 3,5% a volt Jugoszlávia (Szlovénia és Horvátország nélkül) vagy Törökország, 0,4% egyéb országok polgára volt. 2001-ben a lakosok 92,4%-a római katolikusnak, 2% mohamedánnak, 3,4% pedig felekezeten kívülinek vallotta magát. Ugyanekkor 2 magyar élt a mezővárosban; a legnagyobb nemzetiségi csoportot a német (96,5%) mellett a szerbek alkották 1,2%-kal. 
A népesség változása:

| 2016 | 1 293 |
| 2018 | 1 333 |

## Látnivalók
- a dobermannsdorfi Szt. András-plébániatemplom
- a palterndorfi Mária mennybevétele-plébániatemplom
- az 1744-ben épült palterndorfi katolikus plébánia
- a 15. századi őrtorony
- a 16. századi későgótikus pestisoszlop

## Fordítás
- Ez a szócikk részben vagy egészben  a   Palterndorf-Dobermannsdorf című német Wikipédia-szócikk ezen változatának fordításán alapul.  Az eredeti cikk szerkesztőit annak laptörténete sorolja fel. Ez a jelzés csupán a megfogalmazás eredetét és a szerzői jogokat jelzi, nem szolgál a cikkben szereplő információk forrásmegjelöléseként.